# Briefmarken-Jahrgang 1952 der Deutschen Post der DDR
Der Briefmarken-Jahrgang 1952 der Deutschen Post der Deutschen Demokratischen Republik umfasst 24 Sondermarken – ein leichter Anstieg der Markenanzahl (1951: 18 Werte) – und 15 Dauermarken. 4 Werte hatten einen Zuschlag zwischen 3 und 10 Pfennig, insgesamt 0,29 Mark. Auch 1952 erschien wie im Vorjahr kein Block. Insgesamt wurden 32 Motive von der Post ausgegeben.
Die Werte wurden bis August auf Papier mit dem Wasserzeichen Nr. 1 (Kreuzblume), danach auf solches mit dem Wasserzeichen Nr. 2 (DDR und Posthorn) gedruckt.
Die unbeschränkt an den Postschaltern erhältlichen Sondermarken konnten z. T. nur bis zum 31. Januar 1953, die meisten jedoch bis zum 31. Dezember 1953 verwendet werden. Die Ausgabe zum Nationalen Aufbauprogramm Berlin verlor allerdings erst am 30. Juni 1955 ihre Postgültigkeit – wahrscheinlich um den Verkauf dieser Zuschlagswerte zu fördern.
Die Dauermarken hatten länger Gültigkeit; sie endete zwischen dem 28. Februar 1954 und dem 31. März 1962. Der Pieck-Wert zu 2 DM konnte sogar bis 2. Oktober 1990 postalisch verwendet werden.

## Besonderheiten
- Sondermarken

Die nun schon im dritten Jahrgang erschienene Messeausgabe wurde 1952 mit einem Motiv zum Schwermaschinenbau der Herbstmesse gewidmet. Fortgesetzt wurde auch die Serie zum Tag der Briefmarke mit einem 24 Pfennig-Wert. Weitere Ausgaben würdigten berühmte Komponisten, darunter Ludwig van Beethoven, der vor 125 Jahren verstorben war, und berühmte Persönlichkeiten aus Wissenschaft, Literatur und Kunst. Erstmals in einer bis 1957 erscheinenden Reihe kam im Mai 1952 eine Marke zur Internationalen Friedensfahrt zur Ausgabe, nachdem bereits Anfang des Jahres die zweiten Wintersportmeisterschaften der DDR in Oberhof Sportmotive ins Markenbild brachten.
- Dauermarken

In diesem Jahrgang wurde die Dauermarkenserie Wilhelm Pieck mit einem Wert zu 5 Pfennig ergänzt; weitere 3 Werte erschienen erneut, nun mit dem Wasserzeichen Nr. 2. Daneben wurden ab September ohne besonderes Ausgabedatum 11 Werte (sog. Köpfe II-Ausgabe) der 1948 bereits in der Sowjetischen Besatzungszone mit anderem Wasserzeichen erschienenen Serie Persönlichkeiten aus Politik, Kunst und Wissenschaft mit zur Pieck-Serie komplementären Portostufen an die Schalter gebracht.

## Liste der Ausgaben und Motive
Legende
- Bild: Eine bearbeitete Abbildung der genannten Marke. Das Verhältnis der Größe der Briefmarken zueinander ist in diesem Artikel annähernd maßstabsgerecht dargestellt. Sollten keine Marken abgebildet sein, liegt es daran, dass das Urheberrecht des Künstlers noch nicht erloschen ist.
- Beschreibung: Eine Kurzbeschreibung des Motivs und/oder des Ausgabegrundes. Bei ausgegebenen Serien oder Blocks werden die zusammengehörigen Beschreibungen mit einer Markierung versehen eingerückt.
- Wert: Der Frankaturwert der einzelnen Marke in Pfennig. Ein „+“ bedeutet, dass es sich um eine Zuschlagsmarke handelt (= Frankaturwert + Spende).
- Ausgabedatum: Das Datum des erstmaligen Verkaufs dieser Briefmarke.
- Gültig bis: Das Datum, an dem die Gültigkeit endete.
- Auflage: Soweit bekannt, wird hier die zum Verkauf angebotene Anzahl dieser Ausgabe angegeben.
- Entwurf: Soweit bekannt, wird hier angegeben, von wem der Entwurf dieser Marke stammt.
- Mi.-Nr.: Diese Briefmarke wird im Michel-Katalog unter der entsprechenden Nummer gelistet.

| Sondermarken | |                 |                |                                                      |           |                            |         |
| Bild         | Beschreibung | Wert in Pfennig | Ausgabe- datum | Gültig bis                                           | Auflage   | Entwurf                    | Mi.-Nr. |
|              | 3. Wintersportmeisterschaften Oberhof 1952 - Skilangläufer in der Loipe                                                                                     | 12              | 12. Januar     | 31. Dezember 1953                                    | 2.000.000 | Heinz Liedtke, Heinz Weber | 298     |
|              | - Skispringer beim Sprung von der Thüringenschanze im sog. Vorlagestil                                                                                      | 24              | 12. Januar     | 31. Dezember 1953                                    | 2.000.000 | Heinz Liedtke, Heinz Weber | 299     |
|              | 125. Todestag von Ludwig van Beethoven - Komponist Ludwig van Beethoven                                                                                     | 12              | 26. März       | 31. Januar 1953                                      | 2.305.000 | Kurt Eigler                | 300     |
|              | - Komponist Ludwig van Beethoven | 24              | 26. März       | 31. Januar 1953                                      | 2.305.000 | Kurt Eigler                | 301     |
|              | Staatsbesuch von Klement Gottwald - Staatspräsident der ČSR Klement Gottwald, Hradschin, Brandenburger Tor                                                  | 24              | 1. Mai         | 31. Januar 1953                                      | 2.000.000 | Kurt Eigler                | 302     |
|              | Nationales Aufbauprogramm Berlin - Schuttabräumung mit Loren vor dem Hochhaus an der Weberwiese                                                             | 12+3            | 1. Mai         | 30. Juni 1955                                        | 2.500.000 | Kurt Eigler, Bruno Bade    | 303     |
|              | - Rohbau vor Wohnhäusern in der Stalinallee | 24+6            | 1. Mai         | 30. Juni 1955                                        | 2.500.000 | Kurt Eigler, Bruno Bade    | 304     |
|              | - Dachstuhlbau vor dem Roten Rathaus | 30+10           | 1. Mai         | 30. Juni 1955                                        | 1.500.000 | Kurt Eigler, Bruno Bade    | 305     |
|              | - Bauleiter und Handwerker mit Bauzeichnung auf einer Baustelle                                                                                             | 50+10           | 1. Mai         | 30. Juni 1955                                        | 1.500.000 | Kurt Eigler, Bruno Bade    | 306     |
|              | V. Internationale Radfernfahrt für den Frieden Warschau, Berlin, Prag - Radrennfahrer auf der Strecke                                                       | 12              | 5. Mai         | 31. Januar 1953                                      | 2.000.000 | Heinz Liedtke, Heinz Weber | 307     |
|              | Händelfest, Halle (Saale) - Komponist Georg Friedrich Händel                                                                                                | 6               | 5. Juli        | 31. Dezember 1953                                    | 2.000.000 | Kurt Eigler                | 308     |
|              | - Komponist Albert Lortzing | 8               | 5. Juli        | 31. Dezember 1953                                    | 2.000.000 | Kurt Eigler                | 309     |
|              | - Komponist Carl Maria von Weber | 50              | 5. Juli        | 31. Dezember 1953                                    | 1.500.000 | Kurt Eigler                | 310     |
|              | Geburts- und Todestage berühmter Persönlichkeiten - Schriftsteller Victor Hugo                                                                              | 12              | 11. August     | 31. Dezember 1953                                    | 1.500.000 | Kurt Eigler                | 311     |
|              | - Universalgelehrter Leonardo da Vinci | 20              | 11. August     | 31. Dezember 1953                                    | 1.000.000 | Kurt Eigler                | 312     |
|              | - Dichter Nikolai Gogol | 24              | 11. August     | 31. Dezember 1953                                    | 1.500.000 | Kurt Eigler                | 313     |
|              | - Universalgelehrter Avicenna ibn Sīnā | 35              | 11. August     | 31. Dezember 1953                                    | 1.000.000 | Kurt Eigler                | 314     |
|              | Leipziger Herbstmesse 1952 - Messezeichen „MM“, Leipziger Stadtwappen, Schwermaschinenbau, Erdkugel, Friedenstaube                                          | 24              | 7. September   | 31. Dezember 1953                                    | 2.500.000 | Kurt Eigler                | 315     |
|              | - Messezeichen „MM“, Leipziger Stadtwappen, Schwermaschinenbau, Erdkugel, Friedenstaube                                                                     | 35              | 7. September   | 31. Dezember 1953                                    | 1.500.000 | Kurt Eigler                | 316     |
|              | 100. Todestag von Friedrich Ludwig Jahn - Initiator der deutschen Turnbewegung Friedrich Ludwig Jahn                                                        | 12              | 15. Oktober    | 31. Januar 1953                                      | 8.000.000 | Kurt Eigler                | 317     |
|              | 450 Jahre Universität Halle-Wittenberg - Augusteum in Wittenberg                                                                                            | 24              | 18. Oktober    | 31. Dezember 1953                                    | 8.000.000 | Erich Gruner               | 318     |
|              | Tag der Briefmarke 1952 - 24 Pf-Pieck-Briefmarke, Friedenstaube, Hammer und Ährenkranz vor Fahnen                                                           | 24              | 28. Oktober    | 31. Dezember 1953                                    | 2.000.000 | Kurt Eigler                | 319     |
|              | Völkerkongress für den Frieden, Wien 1952 - Erdkugel mit Fahnenband und Friedenstaube über dem Stephansdom                                                  | 24              | 8. Dezember    | 31. Dezember 1953                                    | 5.000.000 | Kurt Eigler                | 320     |
|              | - Erdkugel mit Fahnenband und Friedenstaube über dem Stephansdom                                                                                            | 35              | 8. Dezember    | 31. Dezember 1953                                    | 2.000.000 | Kurt Eigler                | 321     |
| Dauermarken  | |                 |                |                                                      |           |                            |         |
| Bild         | Beschreibung | Wert in Pfennig | Ausgabe- datum | Gültig bis                                           | Auflage   | Entwurf                    | Mi.-Nr  |
|              | Dauermarkenserie: Präsident Wilhelm Pieck (II), Druck: VEB Deutsche Wertpapierdruckerei (DWD), Wasserzeichen „DDR und Posthorn“ - Wilhelm Pieck (Buchdruck) | 5               | 22. September  | 31. März 1962                                        | NN        | Fred Gravenhorst           | 322     |
|              | - Wilhelm Pieck (Buchdruck) | 12              | August         | 31. März 1962                                        | NN        | Fred Gravenhorst           | 323     |
|              | - Wilhelm Pieck (Buchdruck) | 24              | August         | 31. März 1962                                        | NN        | Fred Gravenhorst           | 324     |
|              | - Wilhelm Pieck (Buchdruck) | 1 DM            | Oktober        | 31. März 1962                                        | NN        | Fred Gravenhorst           | 325     |
|              | - Wilhelm Pieck (Offset) | 2 DM            | Juni 1953      | 2. Oktober 1990                                      | NN        | Fred Gravenhorst           | 326     |
|              | Dauermarkenserie: Persönlichkeiten aus Politik, Kunst und Wissenschaft (II), Wasserzeichen „DDR und Posthorn“ - Zeichnerin und Bildhauerin Käthe Kollwitz   | 2               | Oktober        | 28. Februar 1954                                     | NN        | Heinrich Ilgenfritz        | 327     |
|              | - Dichter Gerhart Hauptmann | 6               | November       | 28. Februar 1954 (auf Lotteriebriefen 31. März 1954) | NN        | Heinrich Ilgenfritz        | 328     |
|              | - Philosoph Karl Marx | 8               | Oktober        | 28. Februar 1954                                     | NN        | Heinrich Ilgenfritz        | 329     |
|              | - SPD-Führer August Bebel | 10              | Oktober        | 28. Februar 1954                                     | NN        | Heinrich Ilgenfritz        | 330     |
|              | - Philosoph Georg Wilhelm Friedrich Hegel | 15              |                | 28. Februar 1954                                     | NN        | Heinrich Ilgenfritz        | 331     |
|              | - Arzt und Politiker Rudolf Virchow | 16              | September      | 28. Februar 1954                                     | NN        | Heinrich Ilgenfritz        | 332     |
|              | - Zeichnerin und Bildhauerin Käthe Kollwitz | 20              | Oktober        | 28. Februar 1954                                     | NN        | Heinrich Ilgenfritz        | 333     |
|              | - Philosoph und Politiker von Friedrich Engels | 30              | Dezember       | 28. Februar 1954                                     | NN        | Heinrich Ilgenfritz        | 335     |
|              | - Dichter Gerhart Hauptmann | 40              | Oktober        | 28. Februar 1954                                     | NN        | Heinrich Ilgenfritz        | 336     |
|              | - Philosoph Georg Wilhelm Friedrich Hegel | 60              | Oktober        | 28. Februar 1954                                     | NN        | Heinrich Ilgenfritz        | 338     |
|              | - KPD-Führer Ernst Thälmann | 80              | Oktober        | 15. April 1953                                       | NN        | Heinrich Ilgenfritz        | 339     |
|              | - SPD-Führer August Bebel | 84              | November       | 28. Februar 1954                                     | NN        | Heinrich Ilgenfritz        | 341     |